# کوه طیال
کوه طیال (به عربی: جَبَل ٱلطِّیَال) که همچنین به «کوه آدیا» آوازه دارد، واقع در رشته کوه سراوات در نزدیکی صنعا پایتخت یمن می‌باشد.
با ۱۱۴۵۳ فوت (۳۴۹۱ متر)، دومین قله بلند یمن، پس از جبل نبی شعیب، و همچنین دومین قله بلند کل شبه جزیره عربستان است. طیال در میانه راه بین صنعا و صرواح جای دارد.